# Ester (futebolista)
Ester Aparecida dos Santos, mais conhecida como Ester (São Paulo, 12 de setembro de 1984), é uma ex-futebolista brasileira que atuava como volante. 

## Carreira
Iniciou sua carreira no Juventus, clube do tradicional bairro da Mooca.

### Seleção
Pela seleção brasileira conquistou uma medalha de ouro nos Jogos Pan-Americanos de 2007, no Rio de Janeiro, e uma de prata nos Jogos Olímpicos de Verão de 2008, em Pequim.
Além disso, foi vice-campeã da Copa do Mundo de 2007.

## Títulos
Santos
- Torneio Internacional Interclubes: 2011
- Copa Libertadores da América: 2009 e 2010
- Copa Mercosul: 2006
- Copa do Brasil: 2008 e 2009
- Liga Nacional: 2009
- Campeonato Paulista de Futebol: 2010 e 2011
- Liga Paulista da LINAF: 2009
- Jogos Regionais: 2006 e 2008

CEPE-Caxias
- Campeonato Carioca de Futebol Feminino: 2007

WFC Rossiyanka
- Campeonato Russo de Futebol Feminino: 2011-12

Chelsea Ladies
- Surrey County Cup: 2013

Seleção Brasileira
- Jogos Pan-Americanos: 2007
- Campeonato Sul-Americano: 2010